# Never Going Under
Never Going Under es el quinto álbum de estudio de la banda británica de indie rock Circa Waves. Fue publicado el 13 de enero de 2023 a través de Lower Third/PIAS Recordings.

## Recepción de la crítica
Never Going Under recibió reseñas generalmente positivas de los críticos. En Metacritic, el álbum obtuvo un puntaje promedio de 82 sobre 100, basado en 4 críticas, lo cual indica “aclamación universal”. El crítico de MondoSonoro, Fran González, describió el álbum como “una divertida y fresca muestra de cómo tirar de topicazos indie en pleno 2023 y no sonar exageradamente desfasados”. La periodista musical de Indie Is Not A Genre, Elise Price, comentó: “Never Going Under confirmó lo que había sospechado de esos fragmentos periféricos; Circa Waves es tan fuerte como siempre”.
Ronan Fawsitt, escribiendo para The Upcoming, comentó: “Never Going Under es una entrada sólida y saturada de electrónica en la discografía de la banda de Liverpool, y aunque puede que no sea su salida más atrevida, sin duda se ganarán a los fanáticos con su marca de electro-pop”. Jen Rose de The Indiependent escribió: “Hay un enfoque intrépido en la producción del disco, lo que da como resultado el álbum más experimental e introspectivo de la banda hasta la fecha”.
El crítico de Cult Following, Ewan Gleadow, describió el álbum como “completamente genérico y una pérdida de tiempo para aquellos que han escuchado algo similar antes”, mientras que Lana Fleischli de la revista FLOOD lo llamó “creativo, inteligente y original”. John Moore, contribuidor de Glide Magazine, lo calificó como “ el disco más ambicioso de Circa Wave hasta el momento”.

## Lista de canciones
Todas las canciones escritas y compuestas por Kieran Shudall, excepto donde esta anotado. 
| N.º | Título                                    | Duración |  |
| 1.  | «Never Going Under»                       | 2:14     |  |
| 2.  | «Do You Wanna Talk»                       | 2:26     |  |
| 3.  | «Hell on Earth»                           | 2:45     |  |
| 4.  | «Your Ghost»                              | 3:05     |  |
| 5.  | «Carry You Home»                          | 3:19     |  |
| 6.  | «Northern Town»                           | 3:47     |  |
| 7.  | «Electric City»                           | 2:41     |  |
| 8.  | «Want It All Today» (Sam Rourke, Shudall) | 2:43     |  |
| 9.  | «Golden Days»                             | 3:50     |  |
| 10. | «Hold On»                                 | 3:49     |  |
| 11. | «Living in the Grey»                      | 3:54     |  |

## Créditos y personal
Créditos adaptados desde las notas de álbum de Never Going Under.
Circa Waves
- Kieran Shudall – guitarra, voces, teclado
- Joe Falconer – guitarra, voces,
- Sam Rourke – voces, bajo eléctrico, teclado
- Colin Jones – voces, batería

Personal técnico
- Kieran Shudall – producción
- Robin Schmidt – masterización
- Dan Grech-Marguerat – mezclas (1, 2, 4)
- Matty Green – mezclas (3, 5–11)
- Connor Dewhurst – diseño de portada